# Were Di Tilburg
Were Di Tilburg is een omnisportvereniging in Tilburg. Bij deze club worden vier sporten beoefend: hockey, jeu de boules, tennis en lacrosse.

## Geschiedenis
Vlak na de Tweede Wereldoorlog werd vanuit drie Tilburgse parochies de Rooms Katholieke Sportvereniging Were Di opgericht. De naam werd ontleend aan de uitroep "Edel Brabant, were di" (weert u), volgens de overlevering als strijdkreet stammend uit de tijd van een van de hertogen van Brabant. Binnen de vereniging konden sporten als voetbal, handbal, tafeltennis en atletiek beoefend worden. In 1946 nam Miep Ruts (Sikkema) het initiatief tot het oprichten van een dameshockeypoot. Om competitie te kunnen spelen moest de vereniging aangesloten zijn bij de KNHB. Die stelde dat de hockeyclub geen onderdeel mocht zijn van een sportvereniging. Daarom werd de hockeyafdeling afgesplitst van de sportvereniging en werd in mei 1947 de Rooms Katholieke Tilburgse Mixed Hockey Club (RKTMHC) Were Di opgericht. De koninklijke erkenning als vereniging volgde een jaar later, vandaar dat 1948 als het officiële oprichtingsjaar wordt beschouwd.
In de jaren zeventig speelde het eerste damesteam een belangrijke rol in de toen nog Eerste klasse Zuid. In 1977 en 1978 werd Were Di Nederlands kampioen en in 1976 landskampioen in de zaal. Bij het toernooi om de Europacup I in 1978 in Barcelona werd de derde plaats behaald, een jaar later werd het team bij het Europacuptoernooi in Den Haag zesde. Na de heren in 1973 werden in 1981 de Hoofd- en Overgangsklasse ook bij de dames ingevoerd. Door de deelname van de dames van Were Di aan de kampioenscompetitie in 1981 waren zij verzekerd van een plek in de Hoofdklasse. Zij zouden tot de degradatie in 1989 actief blijven op het hoogste niveau.
In 1988 ontstond de unit jeu de boules en vijf jaar later de unit tennis na de aanleg van zes kunstgrasbanen. Sinds 2006 kon er ook beachvolleybal gespeeld worden, tot 2018, toen het verhuisde naar het Spoorpark. Sinds 2018 is aan de omni vereniging de unit lacrosse toegevoegd.
In juni 1999 werd de naam veranderd in Tennis-, Hockey- en Jeu de boules Club (THJC) Were Di. Omdat de verenigingsactiviteiten daarna waren uitgebreid met beachvolleybal en om te voorkomen dat steeds een nieuwe naam moest worden gekozen, werd besloten om de naam met ingang van 18 maart 2007 te veranderen in Were Di Tilburg.

## Organisatie

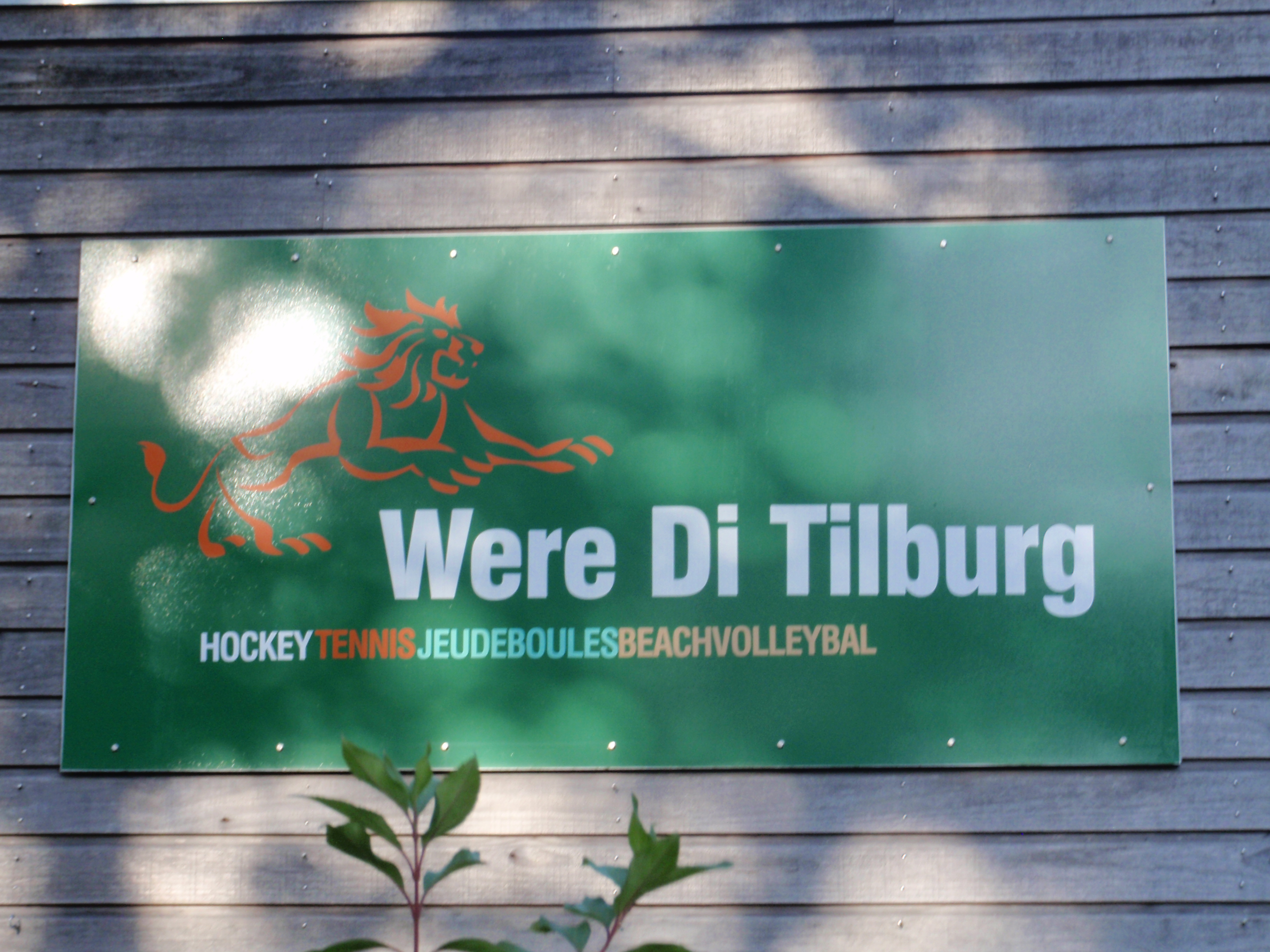
Logo bij de ingang

Were Di is aangesloten bij de Koninklijke Nederlandse Hockey Bond (KNHB) de Koninklijke Nederlandse Lawn Tennisbond (KNLTB) en de Nederlandse Lacrosse Bond (NLB).
De hockeyclubleden spelen in een groen shirt, grijze broek/rok en oranje kousen.
Het eerste herenhockeyteam en het eerste dameshockeyteam spelen in de promotieklasse

### Bestuursvoorzitters
- Frans Beliën was van 1947 tot 1970
- Noud Smulders
- In de periode 1997-2008 was Wilbert Willems voorzitter van het bestuur van de vereniging. Tijdens zijn voorzitterschap werd de club geprivatiseerd en steeg het aantal leden van 1100 naar 1650. Were Di werd daarmee de grootste buitensportvereniging van Tilburg.[3]
- Na Willems werd Ton Wegdam bestuursvoorzitter; hij werd in 2016 opgevolgd door Hans Dieteren, onder meer voormalig formateur van het College van B&W in Tilburg.
- Sinds 2018 is Joost Möller, onder meer oud-wethouder van Tilburg, bestuursvoorzitter.

## Enkele (oud-)leden

### hockey

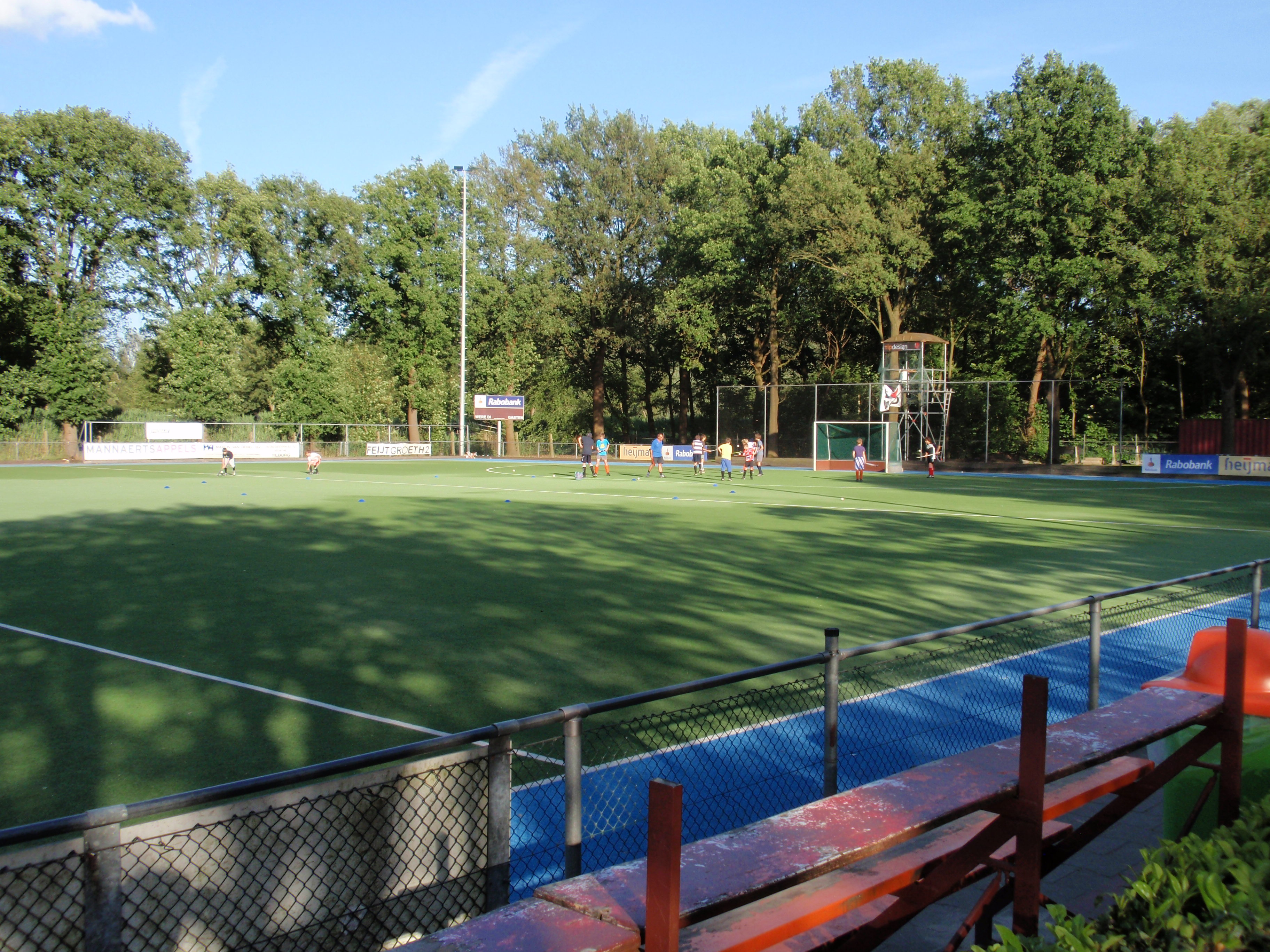
Training in mei

- Cathy Woudenberg-Schröder speelde in de periode 1976-1978 24 interlands voor het Nederlands elftal. Ze maakte 2 goals en werd in 1978 wereldkampioen. Op dit WK werd ze uitgeroepen tot beste speelster van het toernooi.
- Marja Hagemans speelde in de periode 1972-1976 28 interlands, maakte 4 goals en werd in 1974 wereldkampioen
- Karin Hamers, oud-international
- Hannah Lemmens speelde in 2006, 2009 en 2010 in het Nederlands hockeyteam onder 16 en 18 en Jong Oranje en werd met deze teams telkens Europees kampioen
- Lieke van Wijk speelde in 2012 in Jong Oranje en werd met dit team Europees kampioen
- Nicole van Lierop speelde in 1976 2 interlands
- Madelon Beliën speelde in de periode 1978-1982 21 interlands en werd in 1978 wereldkampioen

### beachvolleybal
- Danielle Remmers werd in 2007 Wereldkampioen onder 19, in 2008 wereldkampioen onder 21 en in 2015 landskampioen.
- Daan Spijkers behaalde zilver op het EK 2012
- Sophie van Gestel werd derde bij het Europees Kampioenschap beachvolleybal onder 20 jaar (2008) en samen met Rimke Braakman tweede bij het Wereldkampioenschap onder 19 jaar (2008)